# Aeroporto di Lamezia Terme
L'Aeroporto Internazionale di Lamezia Terme "Sant'Eufemia" (IATA: SUF, ICAO: LICA) è situato nel quartiere omonimo del comune di Lamezia Terme ed è il più importante e trafficato scalo della Calabria e uno dei primi del Mezzogiorno per traffico passeggeri. Lo scalo lametino effettua collegamenti di linea sia per voli nazionali sia per voli internazionali e collegamenti charter organizzati da operatori turistici per voli intercontinentali. Grazie alla sua posizione geografica centrale nella regione, e quindi facilmente raggiungibile, serve tutta la Calabria e anche alcuni comuni delle vicine regioni.

## Storia
Nel 1965 venne istituito il consorzio Consaer con lo scopo di costruire un nuovo aeroporto che potesse essere collegato con l'autostrada A2, la ferrovia Tirrenica Meridionale e il porto di Gioia Tauro, per questo motivo venne scelta un'ampia area pianeggiante a Sant'Eufemia Lamezia, distante da Catanzaro, capoluogo di Regione, appena 30 km.
Lo scalo venne inaugurato nel giugno del 1976 e nel dicembre successivo la compagnia aerea Itavia cominciò a effettuare voli di linea verso Roma-Ciampino, Milano-Linate, Catania e Palermo. Il progetto dell'aerostazione passeggeri si deve al gruppo di progettisti costituito dall'architetto Piero Moroli (capogruppo), con ing. A. Maffey, G. e G. Pennestri, risultato vincitore del concorso bandito nel 1971.
Nel 1982 l'aerostazione venne ampliata e rimodernata e nel 1990 la gestione passò a una società mista pubblico-privata, denominata SACAL.

## Terminal merci
L'aeroporto dispone di un terminal merci, sempre attivo e gestito dalla SACAL come handler merci, in grado di effettuare movimentazione di merci varie. Inoltre, è dotato di un vasto magazzino per la temporanea custodia doganale, con doppio accessi air-side e land-side che agevolano le operazioni in ingresso e in uscita delle merci soggette alle procedure di custodia temporanea.
Sono a buon punto inoltre i lavori per l'allestimento del PIF che ha la finalità di sdoganamento diretto sullo scalo di prodotti di origine animale, destinati anche all'alimentazione umana e pertanto soggetti a visita ispettiva sanitaria.
Importanti risultano anche le attività dei corrieri espressi, tenendo conto dello stretto rapporto di sinergia esistente con Aeroporti di Roma e in particolare con lo scalo di Roma-Ciampino, che risulta essere tutt'oggi la base operativa dell'Italia centrale per le principali compagnie di Express Couriers.
Infine, la grande opportunità in termini di traffico è offerta principalmente dal potenziamento dell'intermodalità dell'aeroporto con il porto di Gioia Tauro, il maggiore del Mediterraneo per questo tipo di movimentazioni.

## Dati tecnici
L'aeroporto di Lamezia Terme è dotato di un'unica pista a due testate (10-28), lunga 3 017 m e larga 45 m orientata a 096º/276º. La piena operatività della pista, nella nuova configurazione, è avvenuta il 21 luglio 2016 (AIRAC A6/16).
La pista 28 è dotata di ILS/DME Cat. I ed è usata principalmente per i decolli (e gli atterraggi in caso di alto traffico o maltempo, essendo l'unica pista strumentale di precisione dell'aeroporto), mentre la pista 10 è utilizzata per gli atterraggi (e i decolli quando il vento non consente il decollo per pista 28).
Il servizio di controllo del traffico aereo è fornito dall'ENAV che gestisce il servizio di controllo di avvicinamento (Radar) sulla frequenza 118,800 MHz - Lamezia Approach) e di torre (sulla frequenza 125,900 MHz - Lamezia Tower) H24.
È presente anche il servizio ATIS H24 sulla frequenza 119,930 MHz.
L'ufficio meteo di riferimento è quello di Lamezia MET, mentre il servizio informazioni volo viene assicurato dal CBO di Roma situato presso l'aeroporto di Roma Ciampino.

### Luci di avvicinamento e luci pista
- pista 28
  - luci di avvicinamento ALS CAT I ad alta intensità
  - luci PAPI su entrambi i lati
  - luci di soglia pista
  - luci di bordo pista
  - luci di fine pista
- pista 10
  - luci di avvicinamento SALS
  - luci PAPI su entrambi i lati
  - luci di soglia pista
  - luci di bordo pista
  - luci di fine pista

## Statistiche
|           | 2018      | 2019      | 2020    | 2021      | 2022      | 2023      |
| --------- | --------- | --------- | ------- | --------- | --------- | --------- |
| Gennaio   | 150.815   | 167.183   | 172.681 | 43.288    | 114.324   | 176.150   |
| Febbraio  | 139.873   | 155.765   | 144.986 | 30.967    | 122.381   | 163.504   |
| Marzo     | 170.190   | 184.581   | 24.647  | 38.319    | 161.973   | 184.689   |
| Aprile    | 208.726   | 214.150   | 1.055 * | 60.571    | 210.570   | 232.566   |
| Maggio    | 242.472   | 253.838   | 2.710   | 88.576    | 237.130   | 264.255   |
| Giugno    | 281.165   | 319.163   | 16.704  | 158.943   | 268.494   | 292.303   |
| Luglio    | 323.696   | 356.572   | 112.943 | 240.262   | 307.864   | 334.313   |
| Agosto    | 326.775   | 357.693   | 169.682 | 271.599   | 309.551   | 321.743   |
| Settembre | 301.269   | 323.897   | 131.992 | 235.275   | 289.856   | 289.349   |
| Ottobre   | 241.239   | 267.602   | 110.461 | 203.590   | 231.154   | 243.351   |
| Novembre  | 182.789   | 184.935   | 29.656  | 166.471   | 174.906   | 162.713   |
| Dicembre  | 187.202   | 192.678   | 44.201  | 168.838   | 194.332   | 174.569   |
| ANNO      | 2.756.211 | 2.978.110 | 961.718 | 1.706.699 | 2.625.535 | 2.838.441 |

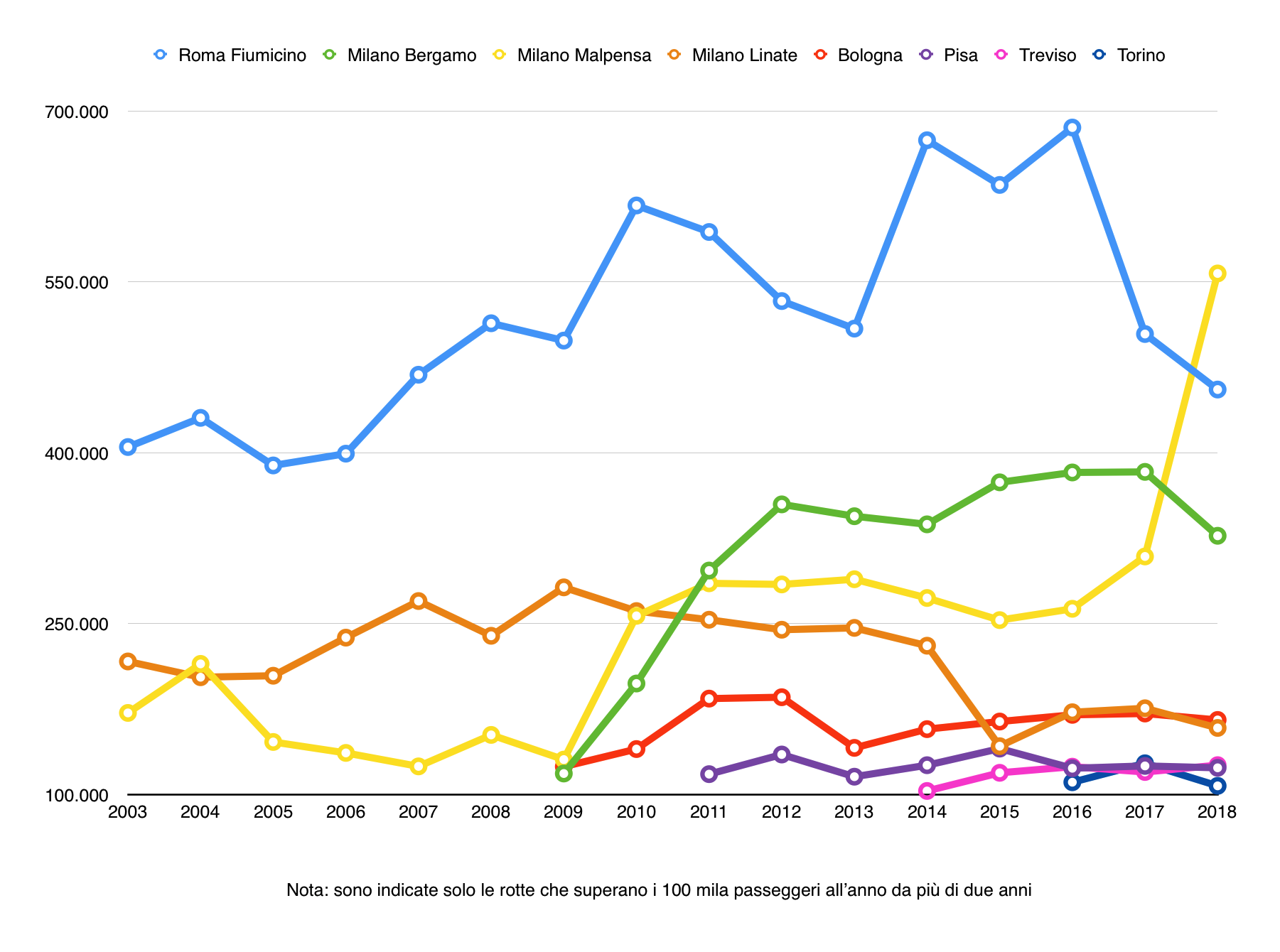
Andamento dei passeggeri delle singole rotte dall'aeroporto di Lamezia Terme tra il 2003 e il 2018

*calo drastico dovuto alla pandemia di COVID 19.

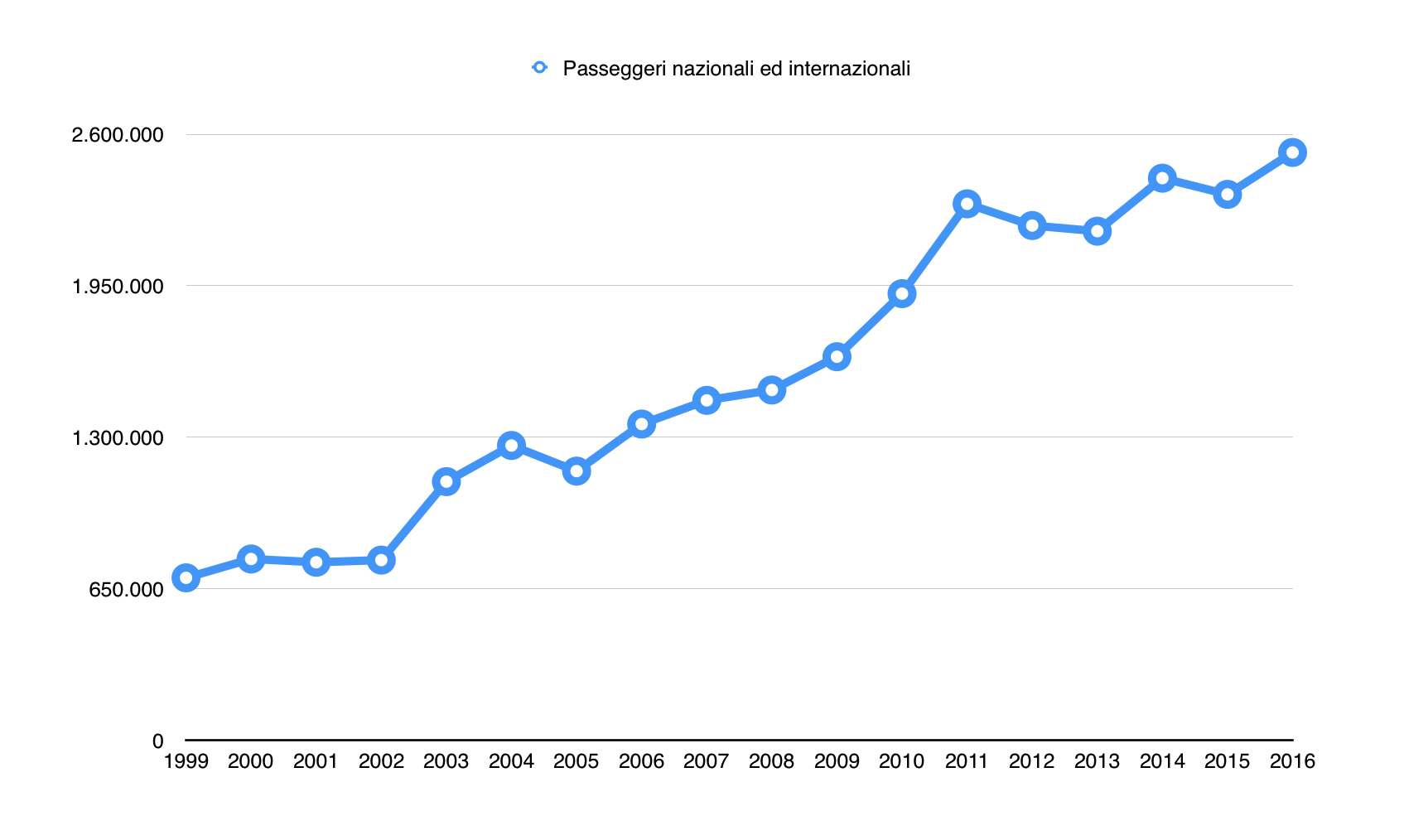
Grafico sui passeggeri totali in partenza o arrivo presso l'aeroporto dal 1999 al 2016

| Pos. | Var.        | Aeroporto                  | Passeggeri | Compagnia/e aerea/e                  |
| ---- | ----------- | -------------------------- | ---------- | ------------------------------------ |
| 1    | Stabile     | Milano-Malpensa, Lombardia | 464,640    | Ryanair, easyJet, Wizz Air, Neos Air |
| 2    | Aumento     | Bergamo, Lombardia         | 214,608    | Ryanair                              |
| 3    | Diminuzione | Roma-Fiumicino, Lazio      | 161,621    | ITA Airways                          |
| 4    | Aumento     | Milano-Linate, Lombardia   | 144,080    | ITA Airways                          |
| 5    | Diminuzione | Torino, Piemonte           | 139,527    | Ryanair, Blue Air, Volotea           |
| 6    | Stabile     | Bologna, Emilia-Romagna    | 87,701     | Ryanair                              |
| 7    | Aumento     | Treviso, Veneto            | 84,843     | Ryanair                              |
| 8    | Diminuzione | Pisa, Toscana              | 61,627     | Ryanair                              |
| 9    | Aumento     | Verona, Veneto             | 42,808     | Ryanair, Volotea                     |

| Pos. | Var.    | Aeroporto                   | Passeggeri | Compagnia/e aerea/e  |
| ---- | ------- | --------------------------- | ---------- | -------------------- |
| 1    | Aumento | Monaco di Baviera, Germania | 31,574     | Lufthansa, Eurowings |
| 2    | Aumento | Düsseldorf, Germania        | 25,478     | Eurowings, Condor    |
| 3    | Stabile | Zurigo, Svizzera            | 22,280     | Edelweiss Air        |

| Anno | Passeggeri | Movimenti | Cargo(tons) |
| ---- | ---------- | --------- | ----------- |
| 1998 | 670.368    | 7.592     | 1.913       |
| 1999 | 697.584    | 8.132     | 2.320       |
| 2000 | 785.060    | 8.720     | 3.081       |
| 2001 | 775.236    | 9.016     | 2.827       |
| 2002 | 901.503    | 11.130    | 2.391       |
| 2003 | 1.132.119  | 14.105    | 2.391       |
| 2004 | 1.274.997  | 15.199    | 2.703       |
| 2005 | 1.163.121  | 13.713    | 2.565       |
| 2006 | 1.356.998  | 14.641    | 2.286       |
| 2007 | 1.458.612  | 14.596    | 2.081       |
| 2008 | 1.502.997  | 14.942    | 1.978       |
| 2009 | 1.645.730  | 15.482    | 1.988       |
| 2010 | 1.916.987  | 17.592    | 1.940       |
| 2011 | 2.301.408  | 19.566    | 1.774       |
| 2012 | 2.208.382  | 18.740    | 1.698       |
| 2013 | 2.184.102  | 17.611    | 1.642       |
| 2014 | 2.411.486  | 19.472    | 1.460       |
| 2015 | 2.342.452  | 21.524    | 1.406       |
| 2016 | 2.521.781  | 21.856    | 1.182       |
| 2017 | 2.545.203  | 21.830    | 988         |
| 2018 | 2.756.211  | 22.713    | 1.007       |
| 2019 | 2.978.110  | 25.426    | 1.239       |
| 2020 | 961.718    | 14.197    | 1.860       |
| 2021 | 1.706.699  | 18.890    | 1.901       |
| 2022 | 2.622.535  | 23.374    | 2.227       |
| 2023 | 2.839.441  | 24.848    | 1.670       |

| Italiani  | U.E.    | Altri Paesi |
| --------- | ------- | ----------- |
| 2.187.006 | 554.755 | 83.891      |

## Collegamenti
- In auto da NORD

 (Salerno-Reggio Calabria), svincoli di:  Lamezia Terme - Catanzaro -Aeroporto e  Falerna o  svincolo per  Aeroporto di Lamezia Terme.
- In auto da SUD

 (Salerno-Reggio Calabria), svincoli di:  Lamezia Terme - Catanzaro -Aeroporto e  Pizzo o  svincolo per  Aeroporto di Lamezia Terme.
- Con la città di Lamezia Terme

, svincolo di  Lamezia Terme Ovest e vie cittadine
L'aeroporto è collegato con il centro della città di Lamezia Terme tramite bus della Lamezia Multiservizi S.p.A. con collegamenti anche per la Stazione di Lamezia Terme Centrale.
- Con il versante Ionico e Catanzaro

, svincolo di  Lamezia Terme Ovest.
- Con la ferrovia

In aeroporto è presente la "stazione ferroviaria virtuale" di Lamezia Terme Aeroporto che consente attraverso l'emissione di un unico biglietto integrato, la prenotazione del treno e del bus navetta tra la stazione ferroviaria e l'aeroporto.

## Galleria d'immagini

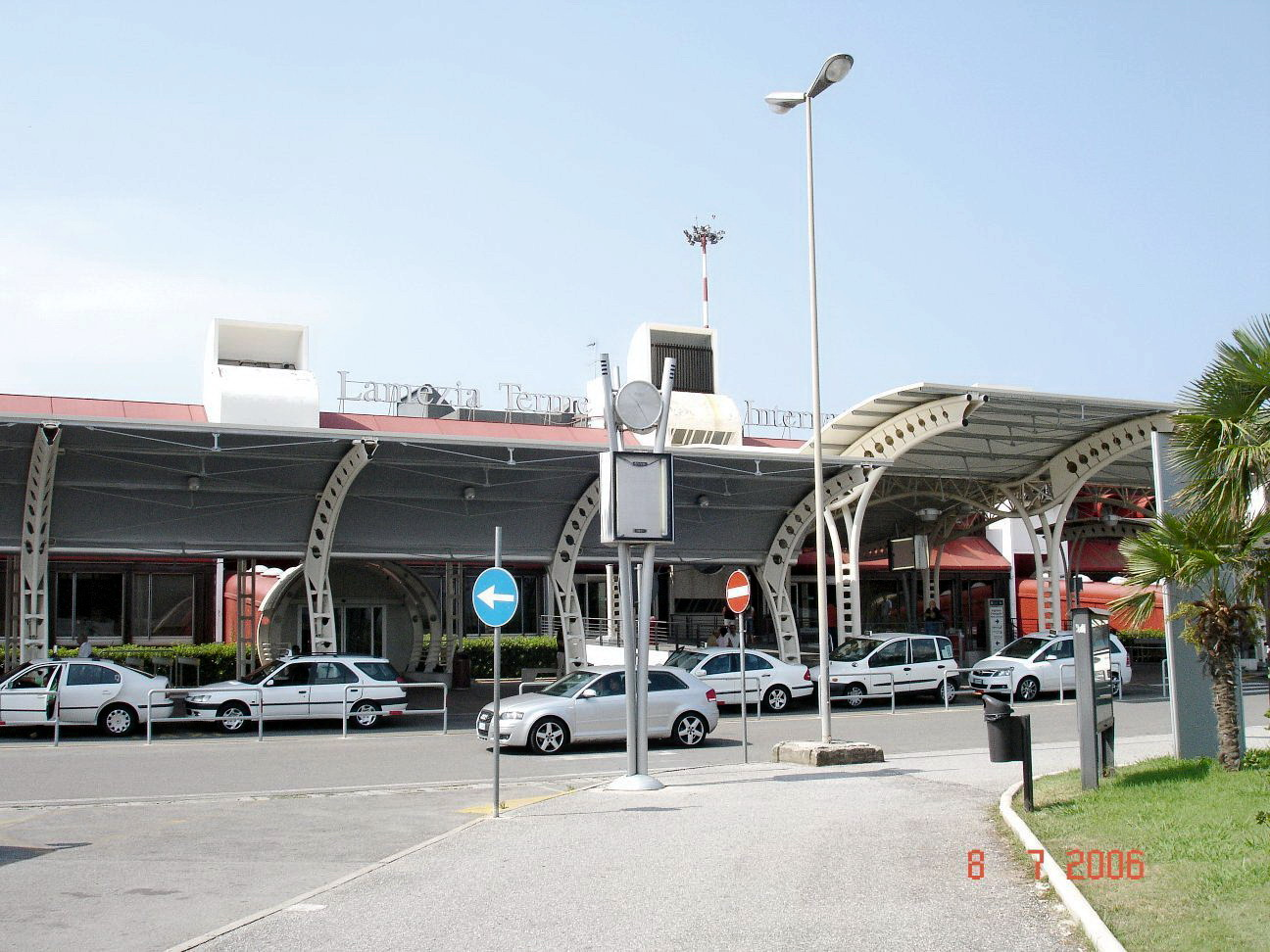
Entrata dell'aeroporto
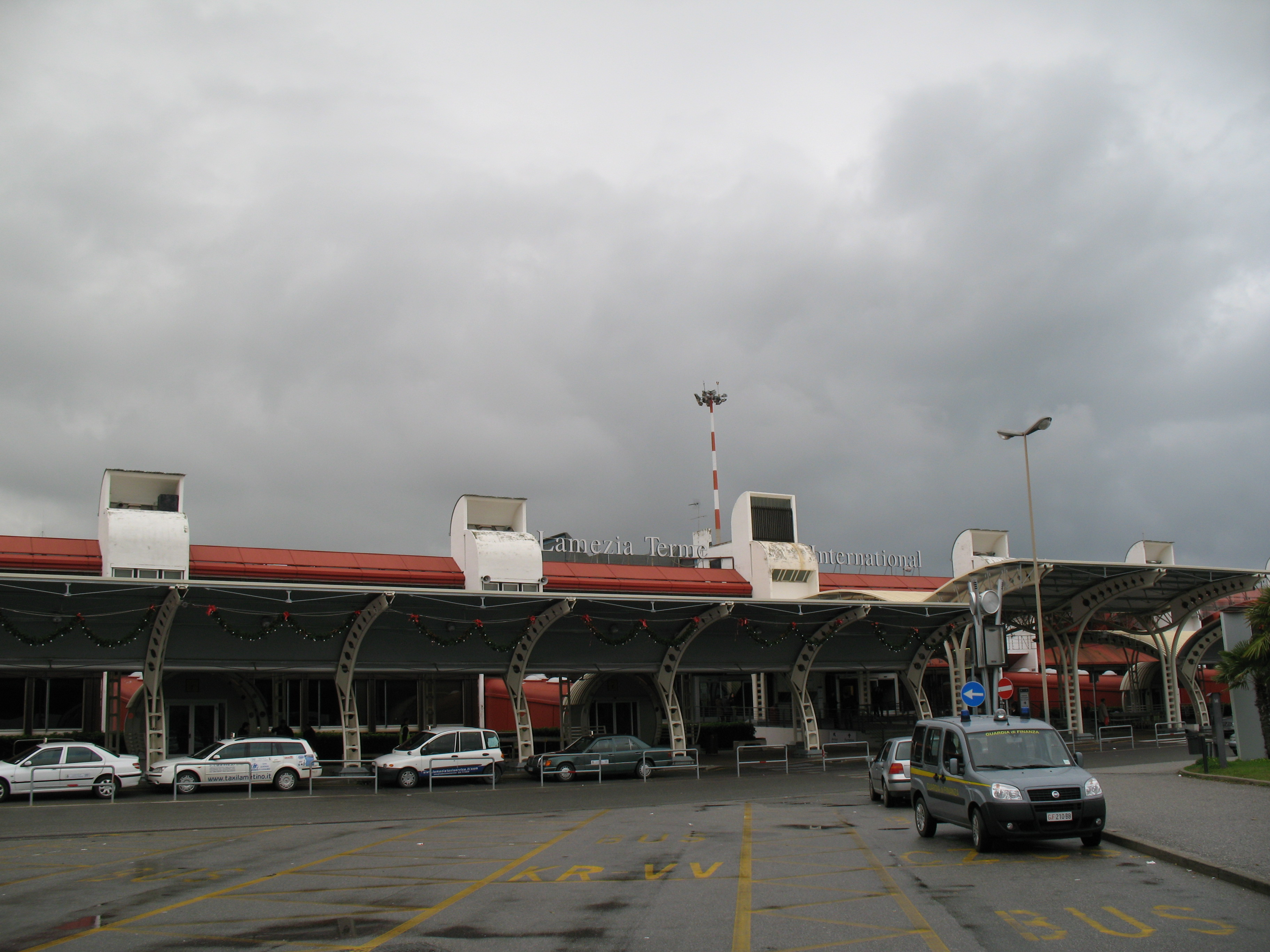
Vista frontale
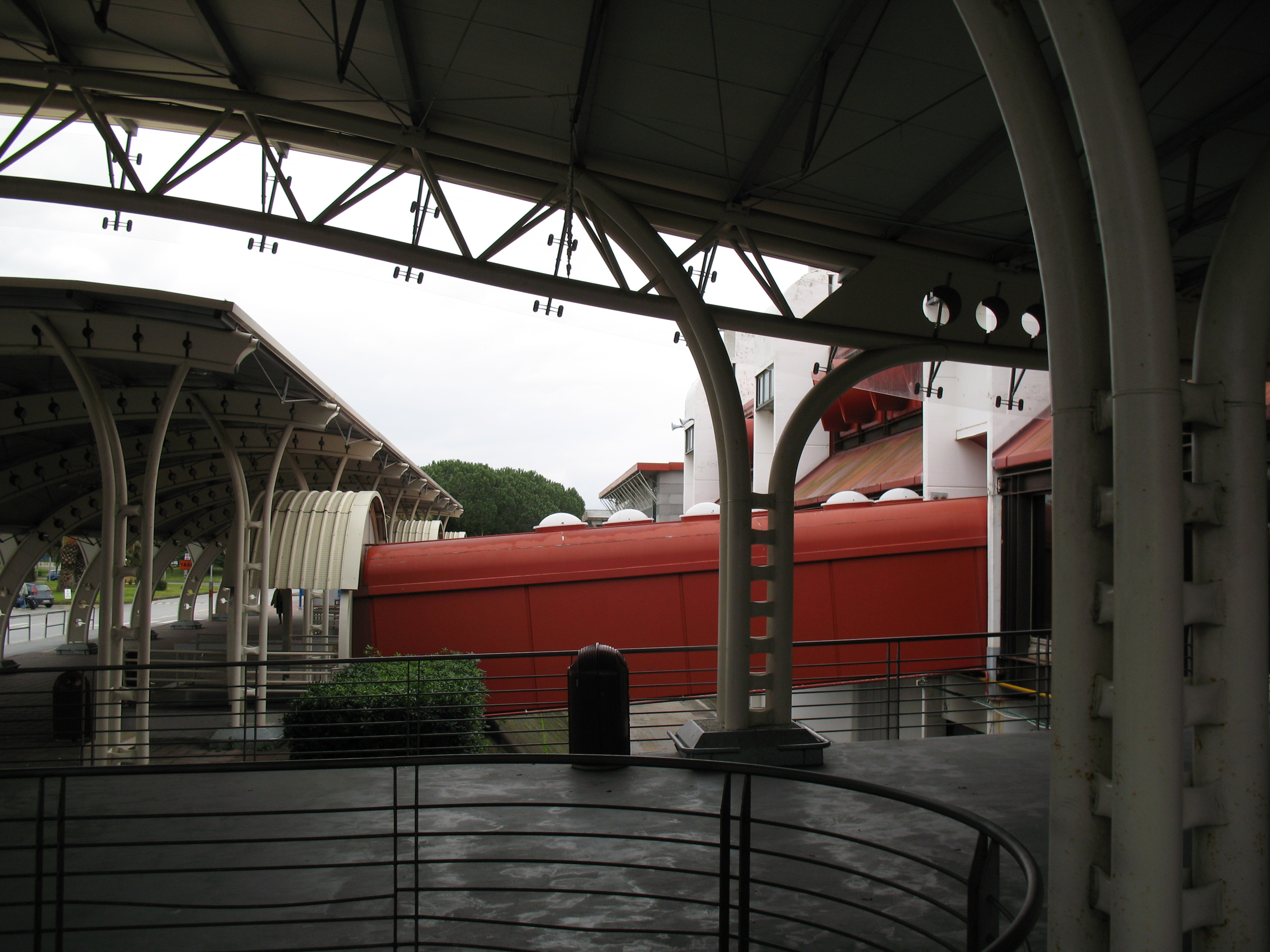
Esterno dell'entrata principale
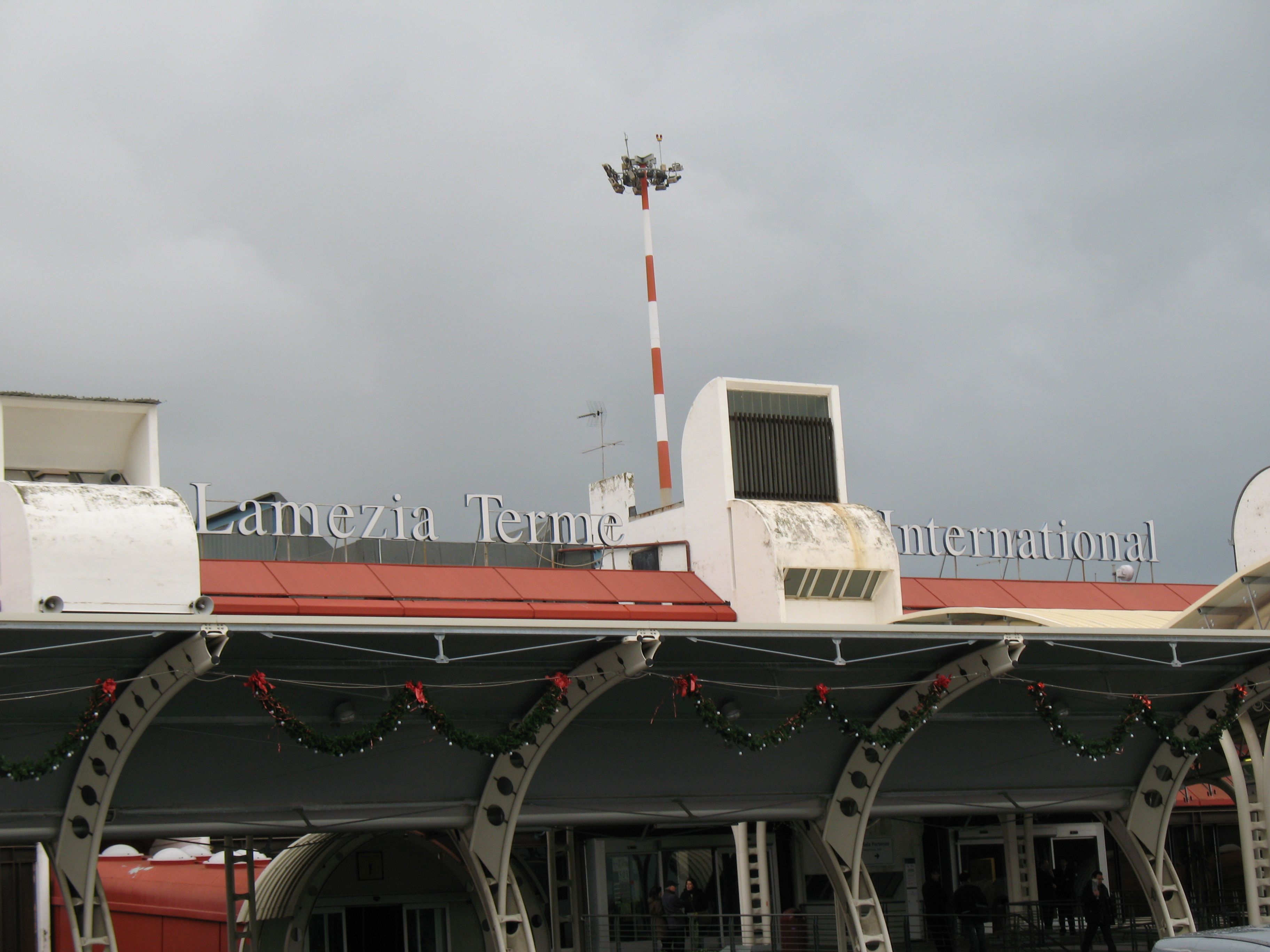
Insegna
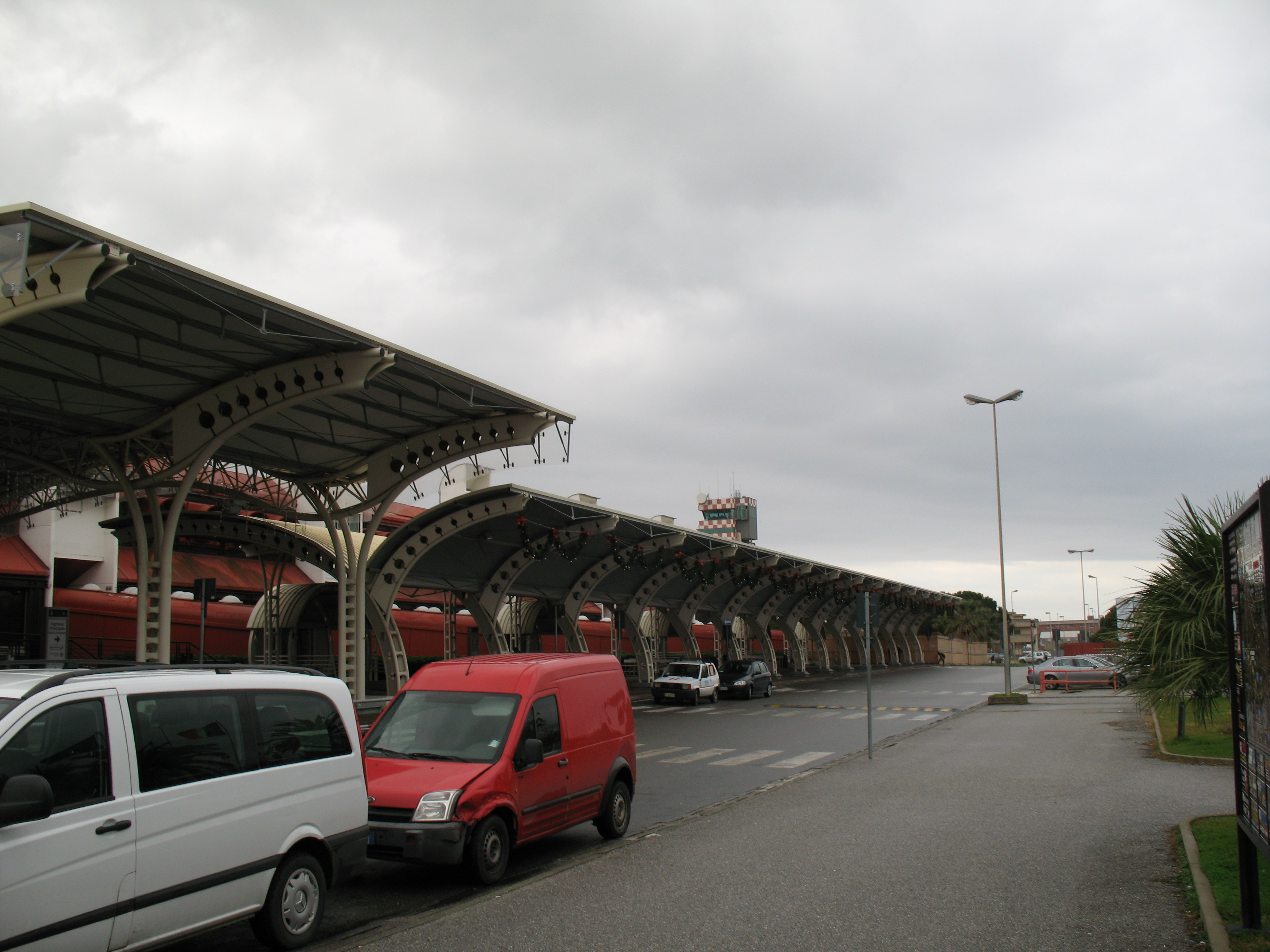
Vista laterale
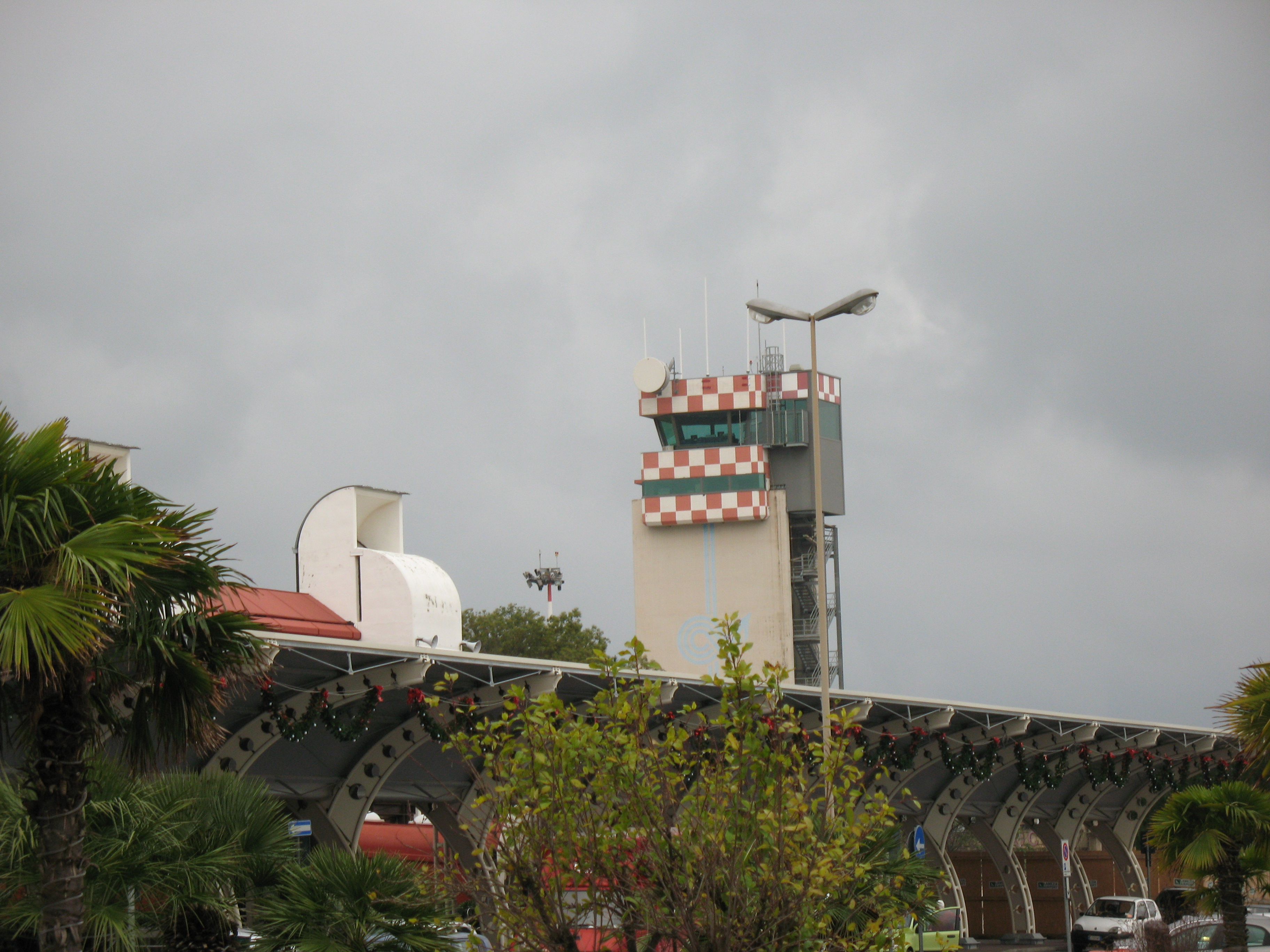
Torre di controllo
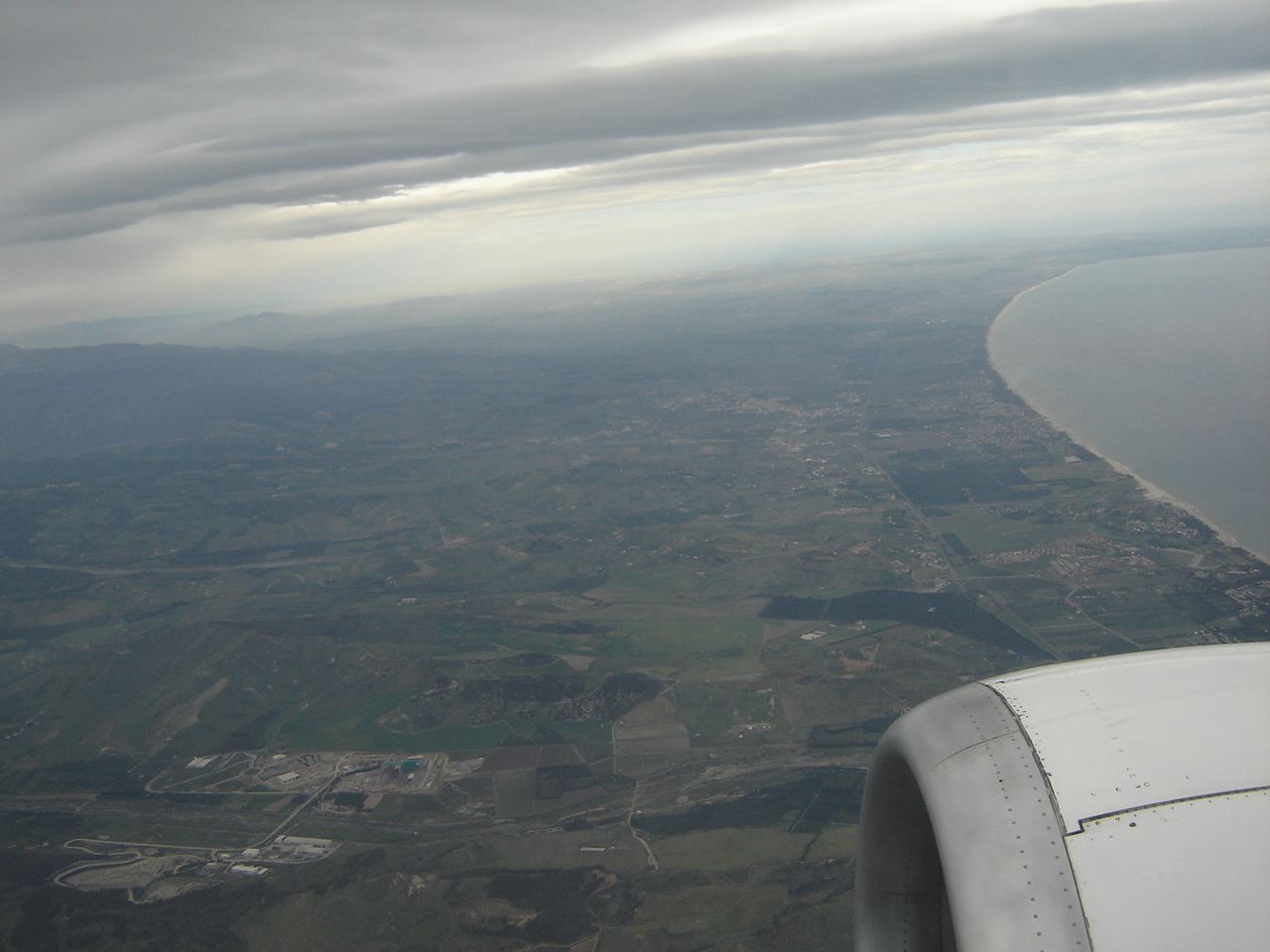
Vista della piana di Sant'Eufemia da un aereo in fase di atterraggio